# Ann Nelson
Ann Elizabeth Nelson (* 29. April 1958; † 4. August 2019) war eine US-amerikanische Physikerin, die auf dem Gebiet der theoretischen Elementarteilchenphysik arbeitete.

## Leben
Ann Nelson studierte Physik an der Stanford University und an der Harvard University, wo sie 1984 den akademischen Grad PhD erlangte. Sie war eine Schülerin von Howard Georgi. Von 1992 bis 1993 war sie Associate Professor an der University of California, San Diego. 1994 ging sie an die University of Washington in Seattle, 1999 wurde sie dort ordentliche Professorin.
Mit ihren Mitarbeitern leistete sie wichtige Beiträge zur Theorie der spontanen CP-Verletzung, zu Kaonenkondensaten, zur Erklärung der Baryonenasymmetrie im frühen Universum sowie der Brechung der Supersymmetrie.
1990 wurde sie Sloan Research Fellow, 1998 Fellow der American Physical Society (APS) und 2011 Fellow der American Academy of Arts and Sciences. 2012 wurde sie in die National Academy of Sciences aufgenommen. Für 2018 sprach ihr die APS mit Michael Dine ihren Sakurai-Preis zu, für bahnbrechende Erkundungen der Physik jenseits des Standardmodells der Teilchenphysik, einschließlich ihrer wegweisenden gemeinsamen Arbeit über dynamischen Bruch der Supersymmetrie und für ihre innovativen Beiträge auf einem breiten Spektrum von Forschungsgebieten, einschließlich neuer Modelle für elektroschwachen Symmetriebruch, Baryogenese und Lösungen des starken CP-Problems (Laudatio).
Ann Nelson war mit dem Physiker David B. Kaplan verheiratet. Sie kam am 4. August 2019 bei einem Bergunfall in der Alpine Lakes Wilderness im US-Bundesstaat Washington ums Leben.

## Schriften (Auswahl)
- A. G. Cohen, D. B. Kaplan, A. E. Nelson: Progress in electroweak baryogenesis. In: Annual Review of Nuclear and Particle Science. Band 43, 1993, S. 27–70, doi:10.1146/annurev.ns.43.120193.000331.
- Michael Dine, Ann E. Nelson: Dynamical supersymmetry breaking at low energies. In: Physical Review D. Band 48, Nr. 3, 1993, S. 1277–1287, doi:10.1103/PhysRevD.48.1277.
- Michael Dine, Ann E. Nelson, Yuri Shirman: Low energy dynamical supersymmetry breaking simplified. In: Physical Review D. Band 51, Nr. 3, 1995, S. 1362–1370, doi:10.1103/PhysRevD.51.1362.
- Michael Dine, Ann E. Nelson, Yosef Nir, Yuri Shirman: New tools for low energy dynamical supersymmetry breaking. In: Physical Review D. Band 53, Nr. 5, 1996, S. 2658–2669, doi:10.1103/PhysRevD.53.2658.
- Andrew G. Cohen, David B. Kaplan, Ann E. Nelson: Effective field theory, black holes, and the cosmological constant. In: Physical Review Letters. Band 82, Nr. 25, 1999, S. 4971–4974, doi:10.1103/PhysRevLett.82.4971.